# ハラジロイルカ
ハラジロイルカ（腹白海豚、学名：Cephalorhynchus eutropia）はクジラ目ハクジラ亜目マイルカ科イロワケイルカ属に属するイルカである。チリ沖だけに棲息する。

## 名称
20世紀初頭には「Black Dolphin（黒いイルカ）」と呼ばれていた。しかし後日この名前は適切ではないとされ、現在では「Chilean Dolphin（チリのイルカ）」と呼ばれている。当初は海岸に打ち上げられて死亡した個体に基づいて研究されていたが、その際、空気に晒されることで体が変色して全体に黒くなってしまっていたことが、間違った名前の原因のである。また海上における観察でも遠距離からの観察であったため、やはり全体に黒っぽく見えてしまっていたようである。
研究が進むについて、体色は黒ではなく、背側は濃い灰色、腹側は白であることが明らかになり、不適切な名前であることがわかった。このため、チリ沖に棲息することから Chilean Dolphin と呼ばれることが一般的になっている。
和名の「ハラジロ」は腹側が白いことに由来する。また、「チリイロワケイルカ」とも呼ばれる場合がある。

## 形態

ヒトと比較したハラジロイルカの大きさ

ハラジロイルカはずんぐりした頭部を持った体長170センチメートル程の小さなイルカである。しばしばネズミイルカと混同される程に外見に類似性がある。
胴回りは体長の3分の2ほどであり、太っている。背びれや胸びれは他のイルカに比べて体長の割りには小さい。喉、腹側、胴の胸びれ付近は白い。他の部分は灰色である。上あごの歯は28から34対、下側の歯は29から33対である。

## 生態
通常は2頭から10頭程度の小さな群を成すが、時々もっと大きな群が観察されることもある。
妊娠期間、哺乳期間、寿命などは明らかではないが、イロワケイルカやセッパリイルカとほぼ同じで妊娠期間は10か月、哺乳期間は1年、寿命は20年程度だと考えられている。
亜種のセッパリイルカ系やイロワケイルカ、コシャチイルカ、形態の近いネズミイルカ系統の種がそうであるように、基本的には水深200メートル以下の浅瀬を好み、潮の速い流れや、河口にもよく入り込む。

## 生息数と分布

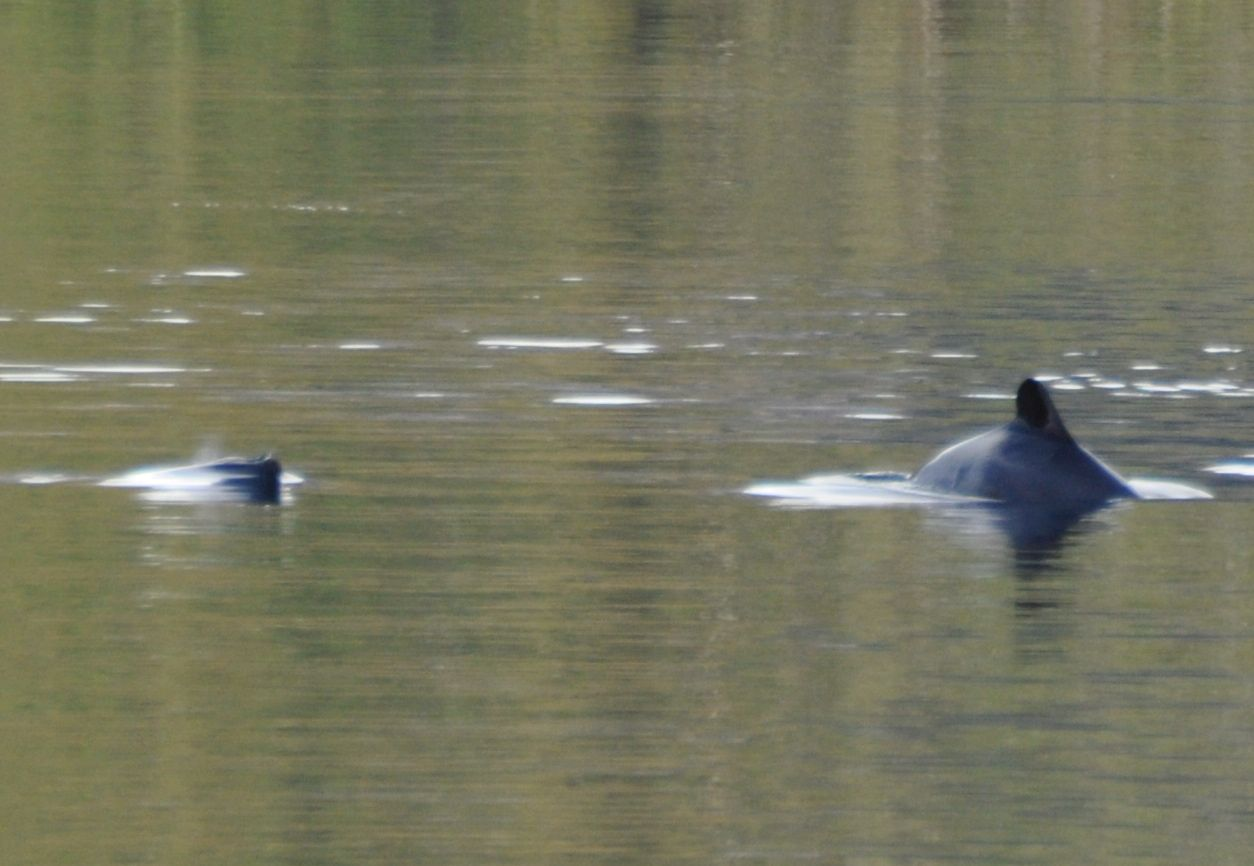
オステ島にて。

ハラジロイルカは、全クジラ目の中でも最も調査が不足している種類のうちの一つであって、全生息数は不明である。数千頭と考えられているが、もっと少ないと主張している研究者もいる。
チリ沖に固有の種であり、回遊はしない。同じイロワケイルカ属の他のイルカとは異なり、棲息域の緯度の範囲は広く、北は南緯33度（チリのValparaíso）から南は南緯55度（ホーン岬）あたりまでである。
ティエラ・デル・フエゴやビーグル海峡等でも見られる。

## 保護
ハラジロイルカは他のイロワケイルカ属のイルカとは異なり、船の船首波を跳ぼうとしない。これは1980年代初頭まで行われた銛（もり）による捕鯨が原因で、船に対して慎重になっているためと考えられている。禁止されるまでは1年に1,300から1,500頭が捕獲されていた。
近年では年に数頭程度が漁具による混獲の犠牲になって死亡していることが知られている。このことが生態系のバランスを不安定にして生息数の減少を引き起こしている可能性はあるが、関連は明らかではない。